# Deraeocoris flavilinea
Deraeocoris flavilinea – gatunek pluskwiaka z podrzędu różnoskrzydłych i rodziny tasznikowatych.
Pluskwiak o długości ciała 6,3–7,2 mm i podstawowym ubarwieniu brązowym, bez czarnego punktowania. Przedplecze ma matową, porośniętą kędzierzawymi włoskami i zwykle jasno ubarwioną obrączkę apikalną. Okolice zewnętrznych otworów przewodów gruczołów zapachowych jasne. Półpokrywy bez czarnych punktów na pomarańczowym, ciemno zakończonym kliniku. Na każdym pazurku odnóża występuje wyraźny, głęboko wykrojony ząbek.
Owad drapieżny, polujący na drzewach i krzewach. Początkowo uważany za endemit Sycylii, w 1961 znaleziony na Korsyce, a od lat 80. notowany dalej na północ: na Węgrzech, w Bułgarii, Szwajcarii, Austrii, Francji, Hiszpanii, Niemczech, Wielkiej Brytanii, Danii, Szwecji i krajach Beneluksu. W Polsce odnaleziony po raz pierwszy w 2013.